# Stefano Bettinelli
Stefano Bettinelli (Milano, 24 settembre 1962) è un allenatore di calcio ed ex calciatore italiano, di ruolo centrocampista, tecnico del Luino.

## Carriera

### Giocatore
Originario di Milano e residente a Induno Olona, si è formato calcisticamente nelle giovanili del Bosto (società dilettantistica dell'omonimo quartiere di  Varese), per poi militare per quattro stagioni consecutive nel settore giovanile del Varese, compiendo la "trafila" dai Giovanissimi fino alla Primavera.
La sua carriera professionistica è consistita in otto stagioni consecutive trascorse al Mendrisio, fra la seconda e la terza serie svizzera.

### Prime esperienze con Gazzada Schianno e giovanili del Varese
Dopo il ritiro, Bettinelli gestisce per tredici anni una videoteca a Varese, sua città natale, iniziando ad allenare nel 2004 nei Giovanissimi Provinciali del Gazzada Schianno, squadra in cui giocava suo figlio. Dopo due stagioni passa alla guida della squadra Berretti del Varese, ove rimane per una stagione; in seguito allena per due stagioni consecutive gli Allievi Nazionali del club biancorosso. Nella stagione 2008-2009 viene nominato vice-allenatore della squadra, a fianco di Gedeone Carmignani, mantenendo lo stesso ruolo anche in seguito alla sostituzione di quest'ultimo con Giuseppe Sannino. Continua a fare il vice di Sannino anche nella stagione successiva, nella quale la squadra lombarda passa prima in Lega Pro Prima Divisione. A seguito della promozione della squadra varesina in Serie B, per mancanza di abilitazione ad allenare, la società biancorossa nomina vice-allenatore Francesco Baiano, con Bettinelli che rimane nel ruolo di collaboratore. Anche dopo l'addio di Sannino a fine stagione Bettinelli viene riconfermato nel suo ruolo, prima a fianco di Benito Carbone e del suo vice Alexandro Dossena, poi di Rolando Maran e Cristian Maraner. A fine anno lascia questo ruolo per diventare allenatore della Primavera del Varese, che guida nella stagione 2012-2013.

### Varese
Il 17 maggio 2014, a seguito dell'esonero di Stefano Sottili, diventa allenatore della prima squadra del Varese, militante nel campionato di Serie B; fa il suo esordio in panchina il 24 maggio, in Novara-Varese (0-0). Il successivo 30 maggio in Varese-Siena (2-0) centra la sua prima vittoria in serie cadetta. Riesce a portare la squadra lombarda, a forte rischio retrocessione, al 18º posto in campionato, che comporta la necessità di disputare i play-out. Nel doppio spareggio col Novara il Varese si impone 0-2 a Novara e pareggia 2-2 in casa, riuscendo a mantenere la categoria. A seguito di questo risultato, Bettinelli viene riconfermato sulla panchina biancorossa anche per la stagione successiva. Non essendo tuttavia egli provvisto dell'abilitazione per allenare in serie B, come tecnico principale della squadra biancorossa viene fatto figurare il vice-allenatore Oliviero Di Stefano, assunto a luglio 2014.
La stagione 2014-2015 si rivela bensì deludente: il Varese, sempre più oberato dai debiti e privo di una chiara guida manageriale, si rivela incapace di allestire una rosa all'altezza della categoria e scivola ben presto nella parte bassa della classifica. Il 1º marzo 2015, a seguito della sconfitta interna per 1-2 patita contro il Brescia e del conseguente ultimo posto in classifica in coabitazione con Crotone e Catania, Bettinelli viene esonerato e sostituito da Davide Dionigi, il quale dura in carica solo otto giorni e perde due partite: dopo tale breve "intermezzo" lo stesso Bettinelli viene reintegrato in panchina.
Il 14 marzo, al ritorno in panchina, perde per 3-0 contro il Bari. Nelle successive 4 partite raccoglie 1 pareggio e 3 sconfitte, l'ultima delle quali contro il Catania, diretta concorrente per la salvezza, per 0-3. A seguito di quest'ultima partita (con la squadra ultima in classifica a 28 punti, a -11 dall'ultimo posto utile per disputare il play-out), il 3 aprile, Bettinelli si dimette, lasciando la guida del Varese al suo vice Oliviero Di Stefano., salvo poi ritirare la decisione nel giro di 13 ore. Non riesce bensì ad evitare la retrocessione in Lega Pro, dopo la quale non viene riconfermato nel suo ruolo dal club, ormai avviato alla cessazione delle attività.
Il 13 marzo 2017 viene reingaggiato sulla panchina del rifondato Varese, militante in Serie D, in sostituzione dell'esonerato Francesco Baiano. Egli tuttavia non riesce a centrare la vittoria del proprio girone, né a vincere i playoff atti a stabilire la graduatoria dei ripescaggi, sicché non viene confermato per la stagione successiva.

### Varesina, Mendrisio, Malcantone e Luino
Il 6 febbraio 2018 viene nominato allenatore della Varesina di Venegono Superiore e Castiglione Olona, sempre in Serie D, in sostituzione dell'esonerato Alessandro Marzio.
Ricopre l’incarico fino al 24 aprile seguente, quando, con la squadra in piena zona play-out, viene esonerato in favore di Marco Spilli.
Nel novembre del 2018 diventa allenatore del Mendrisio, in 1ª Lega (quarta divisione svizzera); dal 2020 al 2022 allena invece gli svizzeri del Malcantone. Nella stagione 2024-2025 allena i varesini del Luino, militanti nel girone A della Promozione lombarda, con cui conquista un nono posto in classifica; a fine stagione lascia il club.

## Statistiche

### Statistiche da allenatore
Statistiche aggiornate a maggio 2017.
| Stagione        | Squadra         | Campionato      | Campionato | Campionato | Campionato | Campionato | Coppe nazionali | Coppe nazionali | Coppe nazionali | Coppe nazionali | Coppe nazionali | Altre coppe | Altre coppe | Altre coppe | Altre coppe | Altre coppe | Totale | Totale | Totale | Totale | % Vittorie |
| Stagione        | Squadra         | Comp            | G          | V          | N          | P          | Comp            | G               | V               | N               | P               | Comp        | G           | V           | N           | P           | G      | V      | N      | P      | %          |
| --------------- | --------------- | --------------- | ---------- | ---------- | ---------- | ---------- | --------------- | --------------- | --------------- | --------------- | --------------- | ----------- | ----------- | ----------- | ----------- | ----------- | ------ | ------ | ------ | ------ | ---------- |
| 2013-2014       | Varese          | B               | 2+2        | 1+1        | 1+1        | 0          | -               | -               | -               | -               | -               | -           | -           | -           | -           | -           | 4      | 2      | 2      | 0      | 50,00      |
| 2014-2015       | Varese          | B               | 27         | 7          | 10         | 10         | CI              | 3               | 2               | 0               | 1               | -           | -           | -           | -           | -           | 30     | 9      | 10     | 11     | 30,00      |
| 2016-2017       | Varese          | D               | 8+2        | 5+1        | 1          | 2+1        | -               | -               | -               | -               | -               | -           | -           | -           | -           |             | 10     | 6      | 1      | 3      | 60,00      |
| 2017-2018       | Varesina        | D               | 11         | 3          | 2          | 6          | -               | -               | -               | -               | -               | -           | -           | -           | -           |             | 11     | 3      | 2      | 6      | 27,27      |
| Totale carriera | Totale carriera | Totale carriera | 52         | 18         | 15         | 19         |                 | 3               | 2               | 0               | 1               |             | -           | -           | -           | -           | 55     | 20     | 15     | 20     | 36,36      |